# Куйбишевський район (Крим)
Куйбишевський район (рос. Куйбышевский район, крим. Kuybışev rayonı, Куйбышев районы) — територіально-адміністративна одиниця Кримської АРСР і Кримської області УРСР, що існувала в 1930—1962 роках на території Криму від початку Внутрішнього до яйл Головного пасма Кримських гір.
Район був утворений в 1930 році під назвою Фотисальського, а в 1933 році перейменований в Куйбишевський. За іншими даними Куйбишевський район утворений в 1935 році. Район виділявся з Бахчисарайського національного і також був кримськотатарським національним, при переважній більшості кримських татар.
На 1 січня 1941 року в район входили села:
Після Відвоювання Криму Радянським Союзом корінне населення було депортовано згідно з Постановою ГКО № 5859 від 11 травня 1944 року 18 травня 1944 року всі кримські татари району були депортовані в Середню Азію, а в спорожнілі села завезли переселенців з України.
Указами Президії Верховної Ради РРФСР від 21 серпня 1944 і від 18 травня 1948 всі села району (крім Богатиря) були перейменовані. Тоді ж, в указі 1948 року, були «легалізовані» 2 нових села в районі — Дорожнє та Лугове, втім, незабаром ліквідовані. Незабаром, як спорожнілі, були ліквідовані старовинні села: спочатку Ходжа-Сала, пізніше Істоки і Бистра.
Указом Президії Верховної Ради УРСР «Про укрупнення сільських районів Кримської області», від 30 грудня 1962 Куйбишевський район був скасований, всі села приєднали до Бахчисарайського району.